# IOS 4
iOS 4是美国蘋果公司旗下行動作業系統iOS的第四個主要版本，取代前代作業系統iPhone OS 3。iOS 4於2010年6月的WWDC大會中首次公布，並於同年6月21日正式推出。iOS 4是第一個不支援所有能運行前代系統的裝置的iOS主要版本，也是第一個被命名為iOS的主要版本（前代系統皆稱為iPhone OS）。繼任者為2011年10月12日推出的iOS 5。
iOS 4首次引入了資料夾功能，使畫面能容納的程式數量大為提升。自由更換主畫面桌布的功能也同時出現，不過基於硬體效能等因素只在部分裝置上推出。本次更新還加入了多工處理機能，使程式能於背景處理定位、網路電話及撥放音樂等功能，同時引進「快速切換」技術，能在使用者切換程式時保持其他背景程式運行。其他還包括引進了拼寫檢查、整合郵件群組，iBooks、Game Center及FaceTime功能等。
iOS 4更新造成部分iPhone 3G效能下降及電池壽命縮減，雖然蘋果在隨後的更新解決了問題，但仍使部分用戶不滿。同時，蘋果也試圖透過軟體更新解決iPhone 4的天線問題，但終告失敗。

## 歷史
iOS 4於2010年6月13日的WWDC大會中首次公開。值得注意的是，iOS 4是第一個被簡稱為iOS的主要版本（前代系統皆稱為iPhone OS）。2010年6月21日，iOS 4正式推出。
iOS 4.0.1於2010年7月15日發布。此更新以變更數據演算法，企圖解決iPhone 4天線收訊不良的問題。iOS 4.0.2则於2010年8月11日發布，改良系統界限檢查機制，修補了因處理作業程式碼時的緩衝區溢位問題，導致檢視PDF文件時，若文件含有惡意製作的內嵌字型，可能允許執行惡意程式碼的漏洞。此更新也修補了越獄工具JailbreakMe使用的Safari漏洞。2010年9月8日，iOS4.1發布。此更新為iPhone 4加入了HDR功能、HD影片上傳功能及線上租借電視影集功能，並新增社群服務Game Center及iTunes Ping。此更新也解決了內建感應器故障、藍牙收訊不良及iPhone 3G效能下降及電池壽命縮減的問題，並修補了FaceTime通訊漏洞及WebKit漏洞。
iOS 4.2.1於2010年11月22日發布。此更新取代因為漏洞不斷而取消發布的iOS 4.2，首次將所有iOS 4的功能帶到iPad上，並加入繁體中文支援。此更新引入了AirPlay隔空播放技術及AirPrint影印技術，可以透過裝置無線傳送列印內容至印表機；原本只有MobileMe用戶享有的Find My iPhone功能，也改為免費內建於裝置中。由於硬體機能問題，此更新成為了iPhone 3G及iPod touch 2G的最終iOS版本。發布于2011年1月11日的iOS 4.2.5则為CDMA版本的iPhone 4新增了Wi-Fi熱點功能。
iOS 4.3於2011年3月4日發布。此更新改進了AirPlay技術、Safari的JavaScript引擎，為所有版本的iPhone 4引進Wi-Fi熱點功能，並新增iTunes家庭共享功能。
此后，iOS 4.3.1、iOS 4.3.2、iOS 4.3.3、iOS 4.3.4陆续发布。4.3.1更新解決了iPod touch螢幕故障及連接電視時螢幕閃爍的問題，並進一步提高了iPhone系列的收訊穩定度。4.3.2更新解決了FaceTime影像延遲問題，並修正了iPad系列的收訊問題。4.3.3修補了定位系統不準確的問題。4.3.4修補了數個安全漏洞。iOS 4的最终版本——iOS 4.3.5则於2011年7月25日發布。此更新修正了憑證驗證的安全性問題。

## 系統新增功能
在iOS 4中，由於資料夾功能的引入，主畫面能容納的最大程式數量從180個大幅提升至2160個，不過在iOS 4中，一個資料夹最多只能放置12个应用程序。根據容納的程式種類不同，資料夾的名稱也會隨之變化，當然也可以手動更改。另外，還新增了自行更換主畫面桌布的功能，不過iPhone 3G及第二代iPod touch則因為硬體效能問題而被排除在外。
在iOS 4中，可以同时运行多个应用程序并隨時迅速切换，以讓部分应用程序在背景中運作，同時保有效能與電池續航力。由於iOS 4的多工處理功能尚不完善，因此只有定位、網路電話及音樂播放等類型的應用程式能支援多工處理。同時，iOS 4引進了「快速切換」技術，能在使用者切換程式時保持其他背景程式運行。
拼寫檢查最初於iPad版本的iPhone OS 3.2中出現，而在iOS 4中引入所有裝置中。在輸入文字時，若出現拼字或文法錯誤，錯誤的地方會以紅底線標記，並提示正確的拼字或文法。相机方面，在iOS 4中，可以最大五倍变焦倍率拍攝相片。此外，在iOS 4.2中，首次為iPhone 4加入了HDR拍攝功能。
此外，iOS 4还有一大亮点，就是改进了最初於iPhone OS 3中出現的Spotlight功能。在iOS 4中，Spotlight加入了Google搜尋及維基百科的快捷搜尋選項，點選後會直接打開Safari應用程式顯示結果。

## 應用程式新增功能
在iOS 4中，可以在整合的收件箱内查看包含Gmail、Yahoo! Mail及Hotmail等所有已登入郵件帐户中的邮件，透過搜尋邮件標題及內文尋找郵件，還可以使用第三方应用程序開啟附件。iOS 4還加入了對MobileMe及Microsoft Exchange郵件帳戶的支援。

在iOS 4.1中，首次引入社群服務Game Center。在Game Center中，用戶可透過在遊戲中獲得成就，在排行榜上競爭，並與其他來自世界各地的用戶交談。此功能與iPhone 3G不相容。

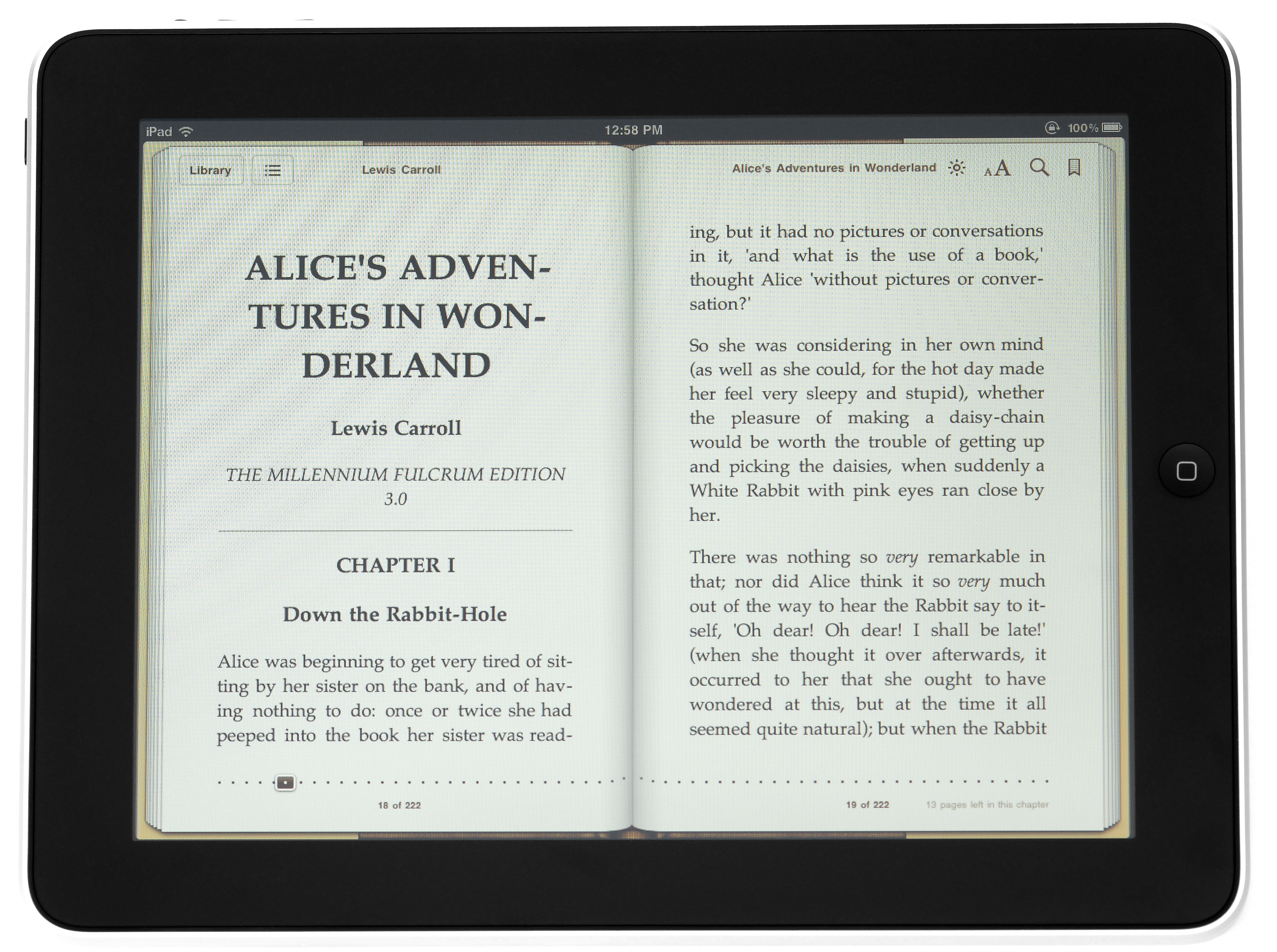
iBooks原本僅限iPad使用，後引入了所有搭載iOS 4的裝置

FaceTime是苹果推出的一种视频通话应用软件，使用该公司自定义的通信协议，於iOS 4首次推出。
在iOS 4中，於「搜尋引擎」選項內新增了Bing；自iOS 4.2開始，可以在網頁內搜尋特定單字或句子。
iBooks最初於iPad推出，並於iOS 4中加入了對iPhone及iPod touch的支援。不過iBooks不是內建軟體，而是作為一款App Store應用程式推出。在iOS 4更新中，iBooks加入了書籤及筆記功能，並與Apple ID同步。另外，iBooks新增了對PDF文件的支援，PDF文件將放置於第二個書架中。

## 問題
iOS 4推出後，部分iPhone 3G使用者回報，在升級至iOS 4後，裝置效能下降、電池壽命縮減，蘋果自2010年7月開始檢視問題所在。2010年11月，蘋果由於此問題遭到不滿的用戶控訴。該名用戶者宣稱蘋果違反了《加州消費者保護方案》，進行不當商業宣傳，明知軟體更新會造成舊型裝置效能下降，仍宣稱無影響。 蘋果隨後在iOS 4.1更新中解決了問題。
此外，部分iPhone 4使用者還回報了天線收訊不良的問題。 蘋果企圖透過iOS 4.0.1更新解決此問題，然而成效不彰。

## 支援裝置
由於硬體限制，第一代iPhone及第一代iPod touch無法升級至iOS 4。這是蘋果第一次終止對iOS裝置的官方支援。

| - iPhone 3G （此iOS版本為最後一個支援此裝置的版本） - iPhone 3GS - iPhone 4 - iPod touch (第二代) （此iOS版本為最後一個支援此裝置的版本） - iPod touch (第三代) - iPod touch (第四代) | - iPad (第一代) - iPad 2 - Apple TV (第二代) |

## 外部連結
- 官方网站 （繁體中文）